# 형산군
형산군(衡山郡)은 중국의 옛 군이다. 군국제 시행 시에는 형산국(衡山國)이 설치됐다. 군의 명칭은 군 내에 있는 천주산(天柱山)의 별명인 형산(衡山)에서 유래했다.

## 진
진 시황제 26년(기원전 221년) 36군 정립 당시에는 존재하지 않았고, 지나치게 비대한 구강군을 분할하여 이후에 설치한 것으로 보인다. 형산군의 존재는 항우의 십팔제후왕 중 오예가 형산왕으로 봉해진 것과, 진나라 시대의 봉니 중 “형산발노”(衡山發弩)와 “형산마승”(衡山馬丞)이 새겨진 것으로서 확인된다. 치소는 주(邾)로 대략 지금의 황강 시이다. 서초패왕 항우가 오예를 왕위에서 쫓아내면서 형산군은 서초의 지배하에 들어갔다. 문헌과 출토자료에서 확인되는 속현은 다음과 같다.
| 이름 | 한자 | 대략적 위치         | 비고                                                                 |
| ---- | ---- | ------------------- | -------------------------------------------------------------------- |
| 주   | 邾   | 황강 시             | 상하이 박물관 소장 전국 초 봉니 “주□”(邾□)                           |
| 서릉 | 西陵 | 우한시 신저우 구 서 | 진나라 봉니 “서릉승인”(西陵丞印)                                     |
| 악   | 鄂   | 어저우 시           | 창더 시 덕산새자령 초묘에서 출토된 구리 도장 “악읍대부?”(噩邑大夫𫒟) |
| 기사 | 期思 | 화이빈 현 남동      | 포산초간 “기사공지주리공”(期思公之州里公)                            |
| 익양 | 弋陽 |                     | 전세 초나라 계통 옛 도장[璽] “익양군?”({弋+阝}陽郡𫒟)                |

## 전한
전한에서는 고제 칭제 당시부터 회남나라의 지군었으며(오예는 대신 장사나라를 받았다), 회남여왕이 반란을 일으켰다 패망하면서 전한의 직할 군이 되었다가 문제가 회남여왕의 아들들에게 옛 회남나라를 나누어 제후왕으로 봉하면서 형산군은 형산나라가 되었다.
원수 원년(기원전 122년), 형산왕 유사가 반란 혐의로 자결하면서 형산국이 폐지돼 다시 형산군이 됐다. 이듬해, 형산군의 일부로 육안국을 세우고, 나머지 중 동부는 신설한 장강 이북의 여강군에, 서부는 강하군에 편입하면서 형산군은 소멸했다.